# 张晔 (1939年)
张晔（1939年—），女，江苏常州人，中华人民共和国政治人物，曾任中共南京市委副书记，南京市政协主席，第九届全国政协委员。